# Neil McLeod
Pour les articles homonymes, voir McLeod.
Neil McLeod (né le 15 décembre 1842 à Uigg (Île-du-Prince-Édouard), décédé le 19 octobre 1915) était un homme politique canadien qui fut premier ministre de la province de l'Île-du-Prince-Édouard de 1889 à 1891.